# 滕帕特區
10°24′56″N 85°43′20″W / 10.41556°N 85.72222°W
滕帕特區（西班牙語：Tempate），是哥斯達黎加的行政區，位於該國西北部瓜納卡斯特省，由聖克魯斯縣負責管轄，面積141平方公里，海拔高度62米，2013年人口5,428人，人口密度每平方公里39人。